# ردبورن، داربی‌شر
ردبورن (به انگلیسی: Radbourne) یک روستا و محله مدنی در بریتانیا است که در South Derbyshire واقع شده‌است.